# بینبره

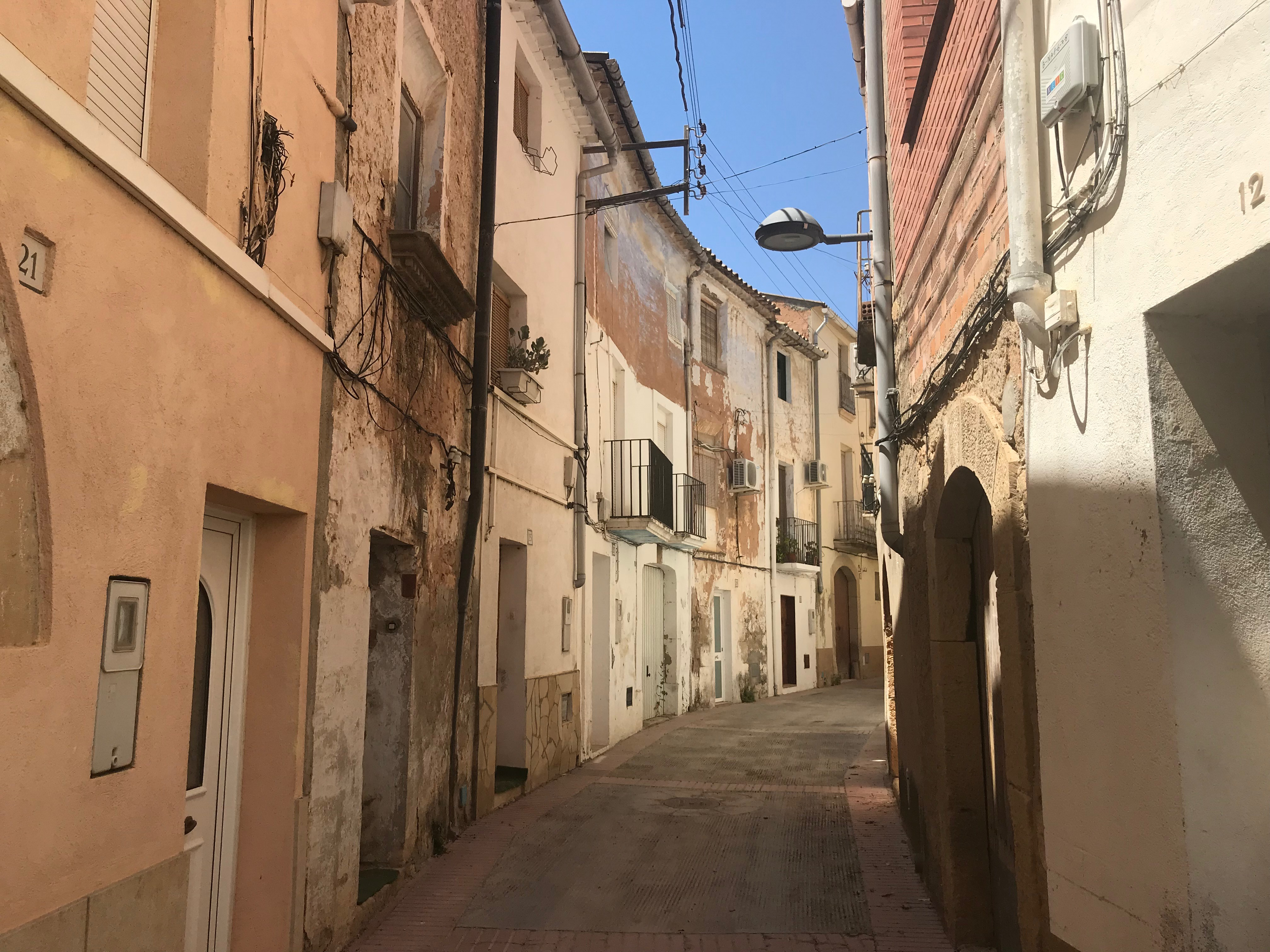
کوچه ها و محله ای زیبا از دل اسپانیا

بینبره (به اسپانیایی: Vinebre) یک شهرستان در اسپانیا است که در استان تاراگونا واقع شده‌است.

## خصوصیات
بینبره ۲۶٫۴ کیلومترمربع مساحت و ۴۸۳ نفر جمعیت دارد و ۳۴ متر بالاتر از سطح دریا واقع شده‌است.